# فلوریان مولر (بازیکن فوتبال، زاده ۱۹۸۶)
فلوریان مولر (انگلیسی: Florian Müller؛ زادهٔ ۳۰ دسامبر ۱۹۸۶) بازیکن فوتبال اهل آلمان است.
از باشگاه‌هایی که در آن بازی کرده‌است می‌توان به باشگاه فوتبال بایرن مونیخ ۲، باشگاه فوتبال آلمانیا آخن، باشگاه فوتبال ماگدبورگ ۱، و باشگاه فوتبال یونیون برلین اشاره کرد.
وی همچنین در تیم‌های ملی فوتبال جوانان آلمان و زیر ۲۰ سال آلمان بازی کرده‌است.